# Leptipsius striatus
Leptipsius striatus es una especie de coleóptero de la familia Monotomidae.

## Distribución geográfica
Habita en México y en el oeste de Estados Unidos.